# Zizintepetl
Le Zizintepetl est un sommet culminant à 3 261 mètres d'altitude dans l'État de Puebla au Mexique.